# Dragiša Ivanović
Dragiša Ivanović, črnogorsko-srbski fizik, partizan, politični komisar in narodni heroj, * 9. oktober 1914, Sjenice nad Podgorico, † 27. september 2001, Beograd
Izhajal je iz cenjene in znane družine Ivanovićev. Po drugi svetovni vojni je živel in deloval v Beogradu, kjer je tudi umrl. Danes se po njem imenuje osnovna šola v Doljanih pri Podgorici. 
Med drugo svetovno vojno je bil, od leta 1941, politični komisar več enot.
D. Ivanović je bil profesor na Fakulteti za elektrotehniko  v Beogradu; od 1967 do 1971 pa rektor Univerze v Beogradu. Ukvarjal se je s teoretično fiziko, elektrotehniko in filozofijo fizike. Bil je tudi član CK ZK Srbije, redni član Črnogorske akademije znanosti in umetnosti (CANU) ter dopisni član več drugih akademij. Leta 1962 je prejel Oktobrsko nagrado za znanstveno delo O relativnostni teoriji. Mdr. je bil narodni heroj Jugoslavije in junak socialističega dela.